# Seznam slovenskih smučarjev
Seznam slovenskih alpskih smučarjev in smučark.

## A
- Urška Ahac
- Desiree Ajlec
- Jure Aleš (telemark)
- Sašo Aleš (telemark)
- Majda Ankele
- Danimir Ažman
- Rok Ažnoh

## B
- Rudolf Badjura
- Nina Bednarik - prosti slog
- Iztok Belehar (1941–2024)
- Grega Benedik
- Klemen Bergant
- Dinko Bertoncelj
- Jože Bertoncelj (alpski smučar)
- Špela Bertoncelj
- Lidija Bijol?
- Nataša Blažič
- Tina Bogataj
- Nataša Bokal
- Borut Božič
- Špela Bračun
- Aleš Brezavšček
- Katarina Breznik
- Saša Brezovnik
- Barbara Brlec
- Vanja Brodnik
- Boštjan Brus
- Ana Bucik

## C
- Drago Cerar?
- Tomaž Cerkovnik
- Cizej
- Miran Cizelj
- Franc Cvenkelj

## Č
- Marko Čar (alpinistični)
- Martin Čater
- Jaša Čebulj
- Ilka Čerpes
- (Edmund Čibej)
- Tomaž Čižman
- Franci Čop
- Simon Čopi (alpinistični)

## D
- Lea Dabič
- Tilen Debelak
- (Janez Dekleva)
- Frederik Detiček
- Mojca Dežman
- Bojana Dornig
- Ludvik Dornig
- Danilo Dougan?
- Alenka Dovžan
- Mitja Dragšič
- Ana Drev
- Aljaž Dvornik
- Jaka Dvornik
- Neja Dvornik
- Patricija Dvornik
- Pika Dvornik

## F
- Krista Fanedl Dekleva
- Saša Farič - alpski in prosti slog (kros)
- Maruša Ferk
- Nika Fleiss
- Janez Flere (Argentina)
- Filip Flisar - prosti slog (kros)
- Boža Fon
- Srečko Forte
- Jure Franko
- Matevž Frelih (Fröhlich) (1905 - 1944)

## G
- Miha Gale - prosti slog
- Nina Gantar
- Anže Gartner
- Aleš Gartner
- Filip Gartner
- Miran Gašperšič
- Jože Gazvoda
- Alek Glebov
- Sara Globočnik
- Aleš Gorza
- Pavel Grašič
- Gregor Grilc
- Žan Grošelj
- Drago Grubelnik
- Aleš Guček - "Smuček"

## H
- Štefan Hadalin
- Jana Hafner
- Ula Hafner
- Hubert Hajm (Heim)
- Erika Heim (1913 - 2014)
- Katja Horvat
- Franc Horvatiček (telemark)
- Miha Hrobat
- Janez Hrovat
- Meta Hrovat
- Urška Hrovat

## I
- Jože Ilija
- Ida Istenič
- Jože Ivačič - prosti slog

## J
- Gal Jakič (paraplegik)
- Blaž Jakopič
- Jaka Jazbec
- Janez Jazbec
- Katja Jazbec
- Patrick Jazbec
- Marjan Jeločnik
- Tomaž Jemc
- Marko Jemec- prosti slog
- Martin Jereb (Argentina)
- Andrej Jerman
- Marko Luis Jerman (Argentina)
- Matjaž Jerman?
- Metka Jerman
- Irena Jež
- Matej Jovan

## K
- Anja Kalan
- Barbara Kalan
- Jaro Kalan
- Davo Karničar (alpinistični)
- Alojzij Katnik
- Janez Kavar (1933 - 2017)
- Aleksander Kavčič
- Marko Kavčič
- Janko Kermelj (1926 -?)
- Marko Klančar - prosti slog
- Alojz Klančnik
- Tone Klančnik Karel
- Andrej Klinar
- Mirko Klinar
- Boštjan Kline
- Bernhard Knauss
- Maja Knez
- Lina Knific
- Ana Kobal (*1983)
- Ana Kobal (*1991)
- Miha Kobal
- Jernej Koblar
- Stane Koblar (1919 - 1983)
- Lidija Kodrič (alpska smučarka)
- Katja Koren
- Klemen Kosi
- Jure Košir
- Gašper Kovač
- Andrej Kozelj
- Vinko Kozjek
- Andrej Kramer - prosti slog
- Žan Kranjec
- Andrej Križaj
- Bojan Križaj
- Luka Križaj[1]
- Peter Križaj
- Martin Križaj [2]
- Zdravko Križaj
- Gašper Kržišnik
- Karel Kumer
- Mitja Kunc
- Jože Kuralt
- Alenka Kürner
- Miha Kürner
- Janez Kveder - Skalaš (1897-1950)

## L
- Andrej Lakota
- Peter Lakota
- Miloš Lapajne
- Lila Lapanja
- Katarina Lavtar Pogačnik
- Katja Lesjak
- Andreja Leskovšek
- Anja Leskovšek
- Klara Livk
- Dalia Lorbek
- Lea Lozar
- Matevž Lukanc
- Slavko Lukanc
- Pavel Lukman

## M
- Marjan Magušar
- Mišo Magušar
- Katarina Malenšek (telemark)
- Janez Mally
- Gašper Markič
- Jaka Marn
- Tijan Marovt
- (Milan Maver)
- Tina Maze
- Špela Mičunovič (telemark)
- Nina-Katarina Mihovilović
- Andrej Miklavc
- Borut Mikuš
- Rene Mlekuž
- Cveto Močnik
- Saša Molnar
- Anže Mravlja
- Nina Mulej
- Tine Mulej
- Nika Murovec
- Ljuban Mušič

## N
- Jan Napotnik
- Boštjan Naraločnik
- Nejc Naraločnik

## O
- Rebeka Oblak
- Anja Oman
- Anja Oplotnik
- Ožbi Ošlak
- Živa Otoničar
- Petra Ožbolt

## P
- Tanja Pavlič (*1980)
- Uroš Pavlovčič
- Mojca Pečelin
- Polona Peharc
- Peter Pen
- Rok Perko
- Aleksander Peternel - prosti slog
- Samo Petrač - invalid
- Denis Petrovčič
- Rok Petrovič
- Jernej Plajbes
- Janez Pleteršek
- Eli Plut
- Albina Podbevšek Adamič
- Jože Pogačnik (*1942)
- Janez Polajnar
- Andreja Potisk
- Emil Poženel
- Anica Praček
- Ciril Praček
- Lojzka Praček
- Ginevra Preschern
- Petra Presterel
- Taja Prešern
- Špela Pretnar
- David Primožič (telemark)
- Franc Primožič (*1924)
- Oto Pustoslemšek
- Katjuša Pušnik

## R
- Urška Rabič
- Mojca Rataj
- Stanko Ravnik (turni)
- Majda Ravnikar
- Miran Ravter
- Jože Razinger?
- Jernej Reberšak
- Andrej Rečnik, Zvonko Rečnik (Zvonkov memorial), ...
- Maša Redenšek
- Andraž Reich-Pogladič
- Lea Ribarič
- Sašo Robič
- Mateja Robnik
- Petra Robnik
- Tina Robnik
- (Ivan Rožman)
- Matevž Rupnik
- Zdenko Rupnik

## S
- (Dušan Senčar)
- Sevčnikar
- Caterina Sinigoi (Italija)
- Sinkovič
- (Aco Sitar)
- Mirko Sitar
- Nives Sitar
- Primož Skerbinek
- Matic Skube
- Janez Slivnik
- Jernej Slivnik (paraplegik)
- Andreja Slokar
- Rok Smolič
- Tomaž Sovič
- Ana Michelle Stipič
- Boris Strel
- Josef Strobl
- Mojca Suhadolc
- Mateja Svet
- Petra Svete
- Marjan Svetličič ?

## Š
- Veronika Šarec
- Katja Šmalc
- Rok Šmejic (telemark)
- Dušan Šober
- Marjeta Šoštarič (Matvoz)
- Gregor Šparovec
- (Jože Šparovec)
- Tina Šparovec
- Jakob Špik
- Žan Špilar
- Andrej Šporn
- Janko Štefe
- Maša Štrakl (telemark)
- Ilka Štuhec
- Alja Šubic

## T
- Albin Tahiri (Kosovo) ?
- Ivan Tavčar (učitelj)
- Andrej Terčelj (ekstremni)
- Nuša Tome
- Nika Tomšič

## V
- Bernard Vajdič
- Jaka Volentar
- Mitja Valenčič
- Roman Vidovič (trener, prosti slog)
- Janez Virk
- Jani Virk
- Tomo Virk
- Matjaž Vrhovnik
- Tone Vogrinec
- Marko Vukičević (slov.-srb.)

## Z
- Katra Zajc
- Anja Zavadlav
- Matija Zaviršek
- Janez Zibler
- Uroš Zupan (smučar)
- Slava Zupančič

## Ž
- Robert Žan
- Mišel Žerak
- Emil Žnidar
- Davorin Žvan
- Milan Žvan
- Klavdija Žvokelj Gabijelčič?